# Бертони, Гаспаре
Святой Гаспаре Луиджи Бертони (итал. Gaspare Luigi Bertoni, 9 октября 1777, Верона, Венеция — 12 июня 1853[…], Верона, Венеция) — итальянский римско-католический священник и основатель конгрегации Священной Стигматы, также известной как Стигматины.

## Биография
Родился в 1777 году в Вероне в семье юриста Франческо Бертони и его жены Бруноры Равелли. Начал учиться на священника в 1796 году. Когда в этом же году французские войска оккупировали северные итальянские города, Бертони стал ухаживать за ранеными и больными в больницах. Особенно его заботила судьба соотечественников, пострадавших от оккупантов. Рукоположен во священники 20 сентября 1800 года.
Служил капелланом ордена каноссианок, основанным Магдаленой из Каноссы, а также был духовным руководителем семинарии. Выступал в поддержку папы Пия VII, когда тот был заключён в тюрьму Наполеоном Бонапартом. 4 ноября 1816 года основал конгрегацию Священной Стигматы (лат. Congregatio a Ss. Stigmatibus), также известной как орден стигматинов. По состоянию на 2018 год в ордене состоят около 400 членов. 
Здоровье Бертони было довольно слабым, он постоянно страдал от лихорадок и мучился непроходящей инфекцией в правой ноге в течение последних двух десятилетий жизни. Чтобы остановить инфекцию, на его ноге было проведено более 300 операций. Продолжал проповедническую деятельность с больничной койки вплоть до своей смерти в 1853 году.

## Почитание
Беатифицирован 1 ноября 1975 года папой Павлом VI, канонизирован 1 ноября 1989 года папой Иоанном Павлом II.
День памяти — 12 июня.